# Жорж де Бьєвр
Жорж де Бьєвр, повне ім'я Франсуа́-Жорж Мареша́ль, маркі́з де Бьєвр (фр. François-Georges Maréchal, marquis de Bièvre; 13 листопада 1747, Париж — 24 жовтня 1789, Трісдорф) — французький комедіограф, прославлений майстер каламбурів.

## Життєпис
Народився у сім'ї французьких дворян, наближених до королівської родини. Дід Жоржа де Бьєвра, Жорж Марешаль, був одним з найвідоміших хірургів XVII століття, саме його заслуги у галузі медицини і перетворили рід Бьєврів на дворянський. Жорж де Бьєвр, як і більшість молодих аристократів того часу, поступив на службу до французького війська, а саме, в першу роту мушкетерів. Згодом він досягне звання полковника кавалерійського полку, обійме посаду коменданта фортеці, буде нагороджений орденом Святого Людовика

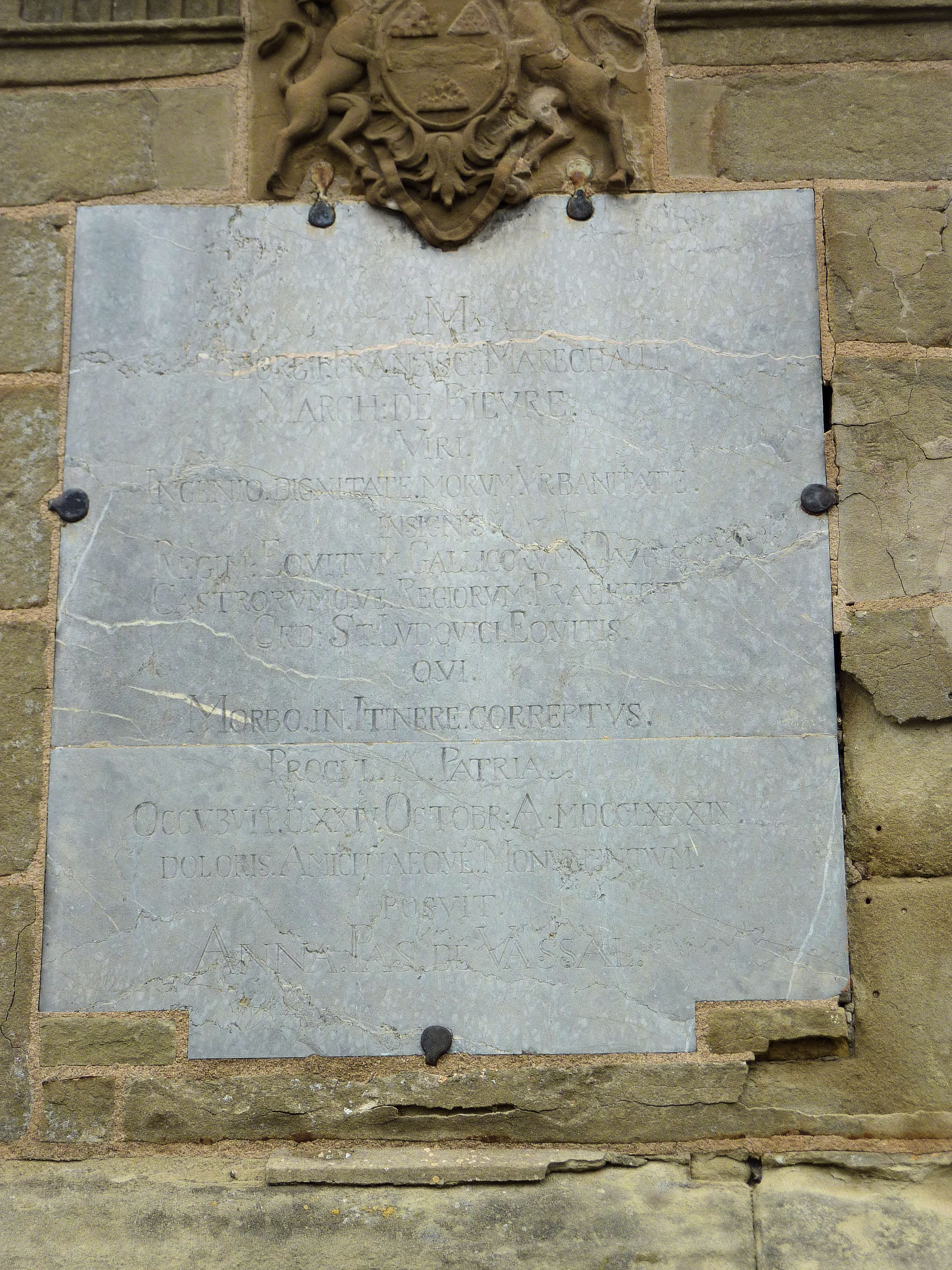
Епітафія на надгробку.

1789 року з початком Великої французької революції Жорж де Бьєвр подав у відставку. Спочатку він виїхав з батьківщини до Лондона, потім попрямував до бельгійського курорту Спа, а звідти — до німецького Кобленца. Такі переміщення були спричинені не стільки бажанням відпочити, скільки необхідністю лікуватися, тому що Жорж де Бьєвр захворів на віспу. Перемогти хворобу йому не вдалось і дорогою він помер у маленькому баварському містечку Трісдорф. Як католик похований на цвинтарі Святого Якова в Орнбау.

## Творчість
Одного разу, будучи представленим королю Людовику XV, він виголосив такий каламбур:

маркіз: «Donnez moi un sujet, Sire» — запропонуйте сюжет, сір;

король: «Faites en un sur moi» — віршуйте про мене;

маркіз: «Sire, le roi n'est pas un sujet» — сір, король це не сюжет.
Цей каламбур став настільки відомим, що увійшов до французьких підручників з мови, а пізніше через неминущу популярність навіть втратив авторство. Саме завдяки обдаруванню маркіза де Бьєвра жанр каламбуру став модним і шанованим у світських колах. Однак Жорж де Бьєвр пробував сили і у великих за формою літературних творах. Ще замолоду він спробував себе як драматичний письменник, створивши трагедію «Верцінгеторікс» (Vercingetorix, 1770). Пізніше написав віршовані комедії «Спокусник» (Le Séducteur, 1783) і «Репутації» (Les reputations, 1788). Втім, остання не стала відомою. Жорж де Бьєвр самотужки видав збірку власних каламбурів у «Almanach en calembours» (1771). Після його смерті Альберік Девіль у Парижі видав аналогічну збірку під назвою «Бьєвріана, або Каламбури маркіза де Бьєвра» (Biévriana, ou Jeux de mots de M. de Bièvre, 1800).
Німецький романіст Вільгельм Пюльц написав біографічний твір про маркіза де Бьєвра «Das Grabmal in Franken» (1958).

## Твори
- Variations comiques sur l'abbé Quille;
- Lettre écrite à Madame la comtesse Tation, 1770;
- Vercingentorixe, 1770[1];
- Les Amours de l'ange Lure, 1772;
- Kalembour [sic], Supplément à l'Encyclopédie, 1777;
- Le Séducteur (1783)[1];
- Les Réputations (1788)[1].